# 中國銀行大廈 (澳門)

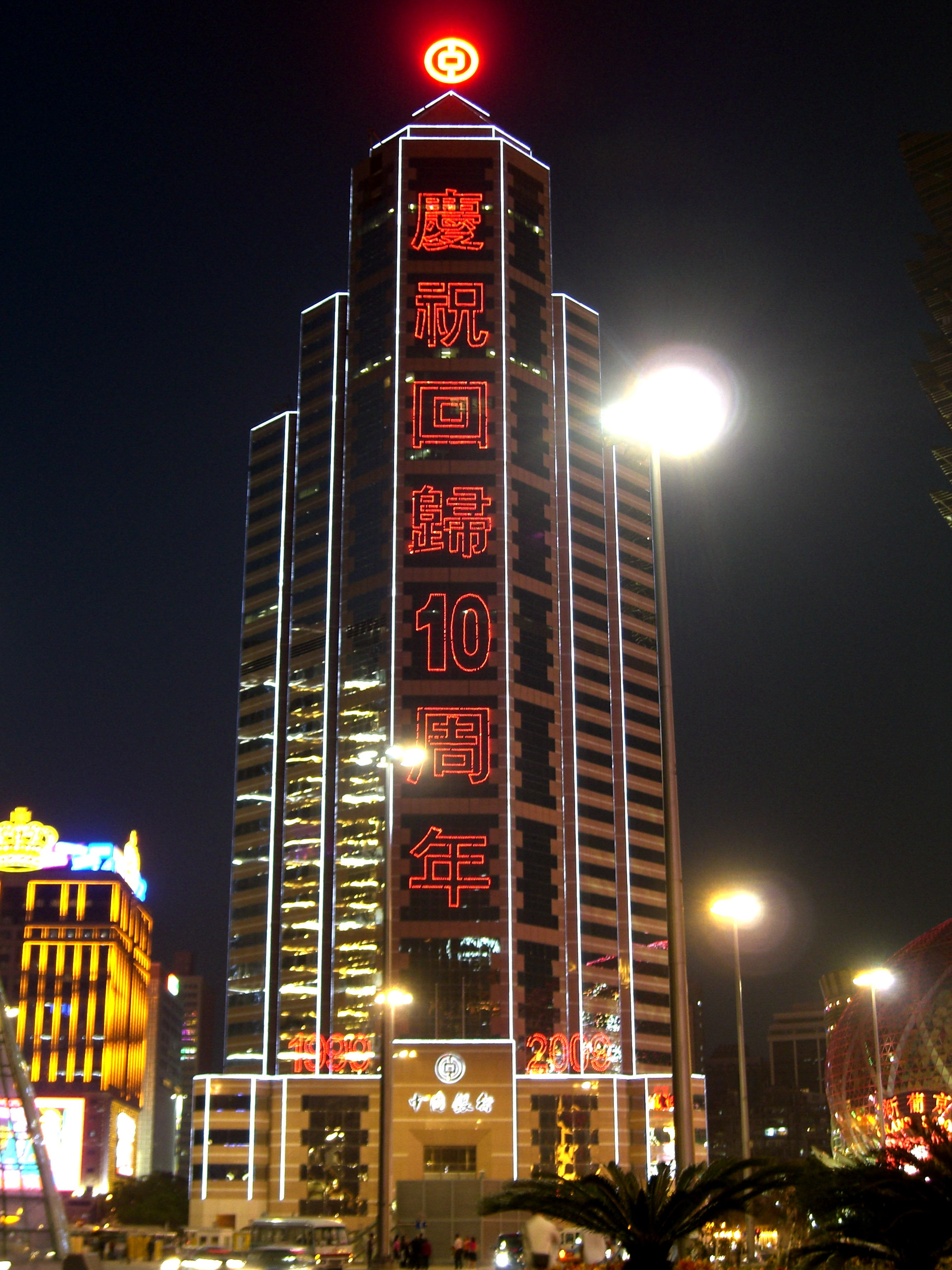
中銀大廈夜景

中國銀行大廈（葡萄牙語：Edifício do Banco da China）是中國銀行澳門分行的總辦事處，位於蘇亞利斯博士大馬路，於1991年底落成使用，樓高38層，在澳門旅遊塔落成前曾經是澳門最高的建築物。

## 歷史
大廈位置原為利宵中學舊址的一部份，1986年利宵中學遷到新口岸後，在原址東南端的一幅地段用作興建這座大廈。1991年落成後中國銀行澳門分行的總辦事處從亞美打利庇盧大馬路南通商業大廈遷入本大廈。

## 大廈結構
整幢大廈樓高160多公尺，另地庫3層，建築面積總計達50萬平方呎。是澳門目前最高及設備最現代化的甲級商廈。大廈由香港巴馬丹拿瑞士裔建築師李華武設計（造型與同一人設計的中環渣打銀行大廈相同），大廈位於澳門南灣區金融及商業中心地帶。大廈底部為裙樓4層，以上為塔樓，縱觀如火箭，橫觀呈扇形。外牆砌粉紅色花崗石，並配以銀色反光玻璃幕牆。設有可容納300多人之多功能宴會廳；200多人之演講廳及多功能會議室，並附設員工俱樂部等。

## 用途
大廈目前是中國銀行澳門分行總辦事處。而中國銀行澳門分行，前身是澳門南通銀行，成立於1950年，最初只提供僑匯、結匯和簡單貸款業務，1970年代轉為商業銀行，1987年易名為中國銀行澳門分行，成為中國銀行第九家海外分行。1995年由當時的澳門貨幣暨匯兌監理處（即今澳門金融管理局）授權成為發鈔銀行，2000年成為澳門政府公庫其中一家代理銀行。
另外，葡萄牙商業銀行、畢馬威會計師事務所（24樓）澳門總辦事處、經濟財政司司長辦公室和運輸工務司司長辦公室也設於該大廈內。